# Československé závody dřevozpracující
Československé závody dřevozpracující byl ústřední orgán, který měl formu národního podniku. 

## Vznik
Dne 9. listopadu 1948 byla v deníku Rudé právo zveřejněna informace, že v Československu bylo základních hospodářských 16 oborů, které dostaly v rámci Dvouletého hospodářského plánu úkoly pro období let 1947 a 1948. Počet oborů se postupně zvýšil na 25 jednotek. V čele každého oboru stál Ústřední orgán, který měl funkci direktivní, ale také ekonomickou, protože se spolupodílel na finančních operacích podřízených národních podniků. 
Ústřední orgány byly podřízeny jednotlivým ministerstvům.

## Ústřední orgán Československé závody dřevozpracující
Ústřední orgán Československé závody dřevozpracující:

#### V Čechách, na Moravě
- ČESKÉ PILY, Praha II, ulice 28. října 16
- MORAVSKOSLEZSKÉ PILY, Šumperk
- ZÁVODY NA PŘEKLIŽKY A DÝHY, Praha-Vysočany, Poděbradova 540
- ČESKOMORAVSKÁ IMPREGNACE DŘEVA, Soběslav
- THONET, ZÁVODY NA OHÝBANÝ NÁBYTEK, Bystřice pod Hostýnem
- SPOJENÉ UP ZÁVODY, Brno, Josefská 14
- SOLO, ZÁVODY NA ZÁPALKY, Sušice
- KOOH-I-NOR, TUŽKÁRNA L.& C. HARDTMUTH, České Budějovice
- ZÁVODY NA HRAČKY A DŘEVĚNÉ ZBOŽÍ, Albrechtice

#### Na Slovensku
DREVÁRSKÉ ZÁVODY NA SLOVENSKU, oblastný orgán,  Bratislava, Suvorovova 11
- DREVOÚNIA, Žilina
- DREVOINDUSTRIA, Bratislava, Štefánikova 15
- DREVOKOMBINÁT, Košice

#### Prodejny ústředního orgánu
- ústřední prodejna pil NARPIL, Praha II. Klimentská 36
- ústřední prodejna překližek a dýh PREDYPA, Praha XVI., Divišova 519
- ústřední prodejna impregnovaného zboží IMPREGNAR, Praha II, Gottwaldovo nábřeží 32
- ústřední prodejna ohýbaného nábytku Thonet, Praha II. ul.28. října 16
- Zápalky SOLO (export), Praha II, Štěpánská 24
- prodejna zápalek LUMA (tuzem.), Praha II., Nekázanka 19

## Organizační schéma
Ze seznamu (schématu) je patrné, že v českých zemích byla organizace třístupňová:
ministerstvo → ústřední orgán (národní podnik) → konkrétní národní podnik